# 53 Armia Rakietowa
53 Czytyjska Armia Rakietowa – związek operacyjny Strategicznych Wojsk Rakietowych Związku Radzieckiego, następnie – Rosji. Sztab Armii stacjonował w mieście Czyta w Kraju Zabajkalskim, JW 74102.
Dowództwo armii zostało sformowane 8 czerwca 1970 na bazie 8 Samodzielnego Korpusu Rakietowego w mieście Czyta na podstawie dyrektywy Głównodowodzącego Wojsk Rakietowych Przeznaczenia Strategicznego ZSRR z 23 kwietnia 1970. W 2002 roku 53 Armia Rakietowa została rozformowana.

## Skład
W skład nowo utworzonego związku operacyjnego weszły:
- 4 Harbińska Dywizja Rakietowa. Jednostki dywizji rozmieszczone są w m. Gornyj w obwodzie czytyjskim. Miejscowość ta znana jest pod nazwą Uljetowsk-45, faktycznie jest to miasto zamknięte ZATO Drowianaja – JW 44039;
- 27 Dywizja Rakietowa. Jednostki dywizji rozmieszczone są w m. Liodianaja w obwodzie amurskim, faktycznie jest to miasto zamknięte ZATO Swobodnyj-18. Część jednostek dywizji rozmieszczono w rejonie miejscowości Małaja Sazanka – JW 33983;
- 47 Dywizja Rakietowa. Jednostki dywizji rozmieszczone były w m. Jasnaja w obwodzie czytyjskim; faktycznie jest to miasto zamknięte ZATO Ołowiannaja – JW 33967. Dywizja została rozformowana w 1992 r.

W latach 80. w skład 53 Armii Rakietowej zostały włączone kolejne dwie dywizje:
- 23 Gwardyjska Orłowsko-Berlińska Dywizja Rakietowa – JW 93791. Dowództwo dywizji stacjonowało w m. Wałga w Estońskiej SRR, natomiast jednostki podległe – w Estońskiej SRR oraz w Łotewskiej SRR. W latach 1981–1982 sztab dywizji oraz większość jednostek przedyslokowano do m. Kansk w Kraju Krasnojarskim, a część jednostek bojowych – do składu Dywizji Rakietowej w m. Ostrow w obwodzie pskowskim.
- 29 Gwardyjska Witebska Dywizja Rakietowa – JW 42341. Dowództwo dywizji stacjonowało w m. Szauliaj w Litewskiej SRR. Większość jednostek rozmieszczono na terenie Łotewskiej SRR. W latach 1983–1984 sztab dywizji oraz jednostki przedyslokowano do zamkniętego mikrorejonu Zielionyj w obwodzie irkuckim, a numer JW dowództwa dywizji zmieniono na 59968.

W początkowym okresie związki taktyczne 53 Armii Rakietowej dysponowały rakietami typu R-14 (kod NATO: SS-5 Skean) oraz R-16 (kod NATO: SS-7 Saddler).
W 1979 na uzbrojenie wprowadzono rakiety RSD-10 Pionier (kod NATO: SS-20 Saber), jako pierwsze otrzymały je pułki dywizji rakietowej w m. Drowianaja.
W 1990 zaczęto wyposażać jednostki w rakiety typu RS-22 (kod NATO: SS-24 Scalpel). W pierwszej kolejności otrzymały je jednostki dywizji rakietowej w Kansku.
Od 1995 roku podstawowe uzbrojenie stanowiły rakiety typu Topol-M" (kod NATO: Stalin).
Dowództwo armii zostało rozformowane w końcu 2002. Dywizje zostały przekazane do składu 33 Armii Rakietowej z dowództwem w Omsku.

## Dowódcy 53 Armii Rakietowej
- Od czerwca 1970 – gen. por. Jurij Zabiegajłow
- Od lipca 1974 – gen. por. Nikołaj Kotłowcew
- Od maja 1981 – gen. por. Wiaczesław Jegorow
- Od grudnia 1987 – gen. por. Władimir Murawjow
- Od listopada 1992 – gen. por. Nikołaj Sołowcow
- Od czerwca 1994 – gen. por. Jurij Kiriłłow
- Od grudnia 1996 – gen. mjr Siergiej Chutorcew
- Od września 1997 – gen. por. Wiktor Driomow
- Od maja 2000 – gen. mjr Leonid Siniakowicz
- Od listopada 2001 – gen. mjr Władimir Gagarin